# 圣安托南德索迈尔
圣安托南德索迈尔（法語：Saint-Antonin-de-Sommaire，法語發音：[sɛ̃.t‿ɑ̃tɔnɛ̃ də sɔmɛʁ]）是法国厄尔省的一个市镇，属于埃夫勒区。

## 地理
圣安托南德索迈尔（48°49'55"N, 0°40'5"E）面积7.16 平方千米，位于法国诺曼底大区厄尔省，该省份为法国北部内陆省份，北起滨海塞纳省，西接奧恩省和卡爾瓦多斯省，南至厄尔-卢瓦省，东临瓦兹省、瓦兹河谷省和伊夫林省。
与圣安托南德索迈尔接壤的市镇（或旧市镇、城区）包括：昂伯奈、莱博特罗、瑞涅特、吕格勒、圣马丹代屈布莱、圣尼古拉德索迈尔。

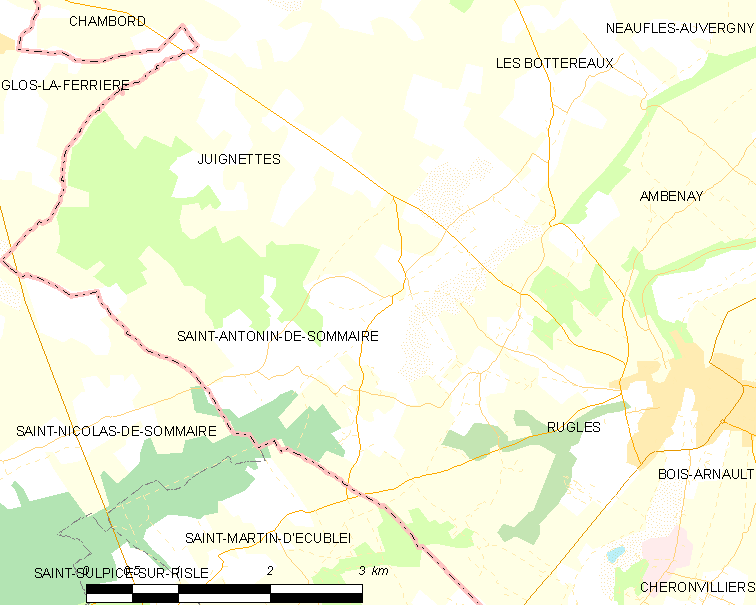
圣安托南德索迈尔的OSM定位图

圣安托南德索迈尔的时区为UTC+01:00、UTC+02:00（夏令时）。

## 行政
圣安托南德索迈尔的邮政编码为27250，INSEE市镇编码为27508。

## 政治
圣安托南德索迈尔所属的省级选区为布勒特伊县。

## 人口

1962-2008年间圣安托南德索迈尔人口变化图示

圣安托南德索迈尔于2022年1月1日时的人口数量为213人。